# Exmouth (Devon)
Koordinaten: 50° 37′ N, 3° 25′ W
Exmouth ist ein Seebad im Südwesten Englands, in der Grafschaft Devon an der Mündung des River Exe. Es hatte im Jahre 2001 32.792 Einwohner und gehört zum Distrikt East Devon.

## Lage
Aufgrund der Nähe zum Golfstrom gibt es im Sommer Wassertemperaturen von bis zu 25 °C, dazu noch eine subtropische Vegetation und ein mildes Klima.
Nicht weit entfernt und mit dem Zug leicht zu erreichen liegt Devons Hauptstadt Exeter mit der hochgotischen Kathedrale und der astronomischen Uhr aus dem 14. Jahrhundert. In der Nähe liegen Plymouth, der Dartmoor National Park, Torbay und Weymouth.
Von Orcombe Point bei Exmouth im Westen bis zur Isle of Purbeck im Osten erstreckt sich ein Küstenstreifen, der als erste Naturlandschaft in England von der UNESCO zum Weltnaturerbe erklärt wurde. Chapman’s Pool ist Teil der Jurassic Coast; es zählt zu den Naturwundern dieser Welt und ist bekannt für seine Fossilien.

## Geologie

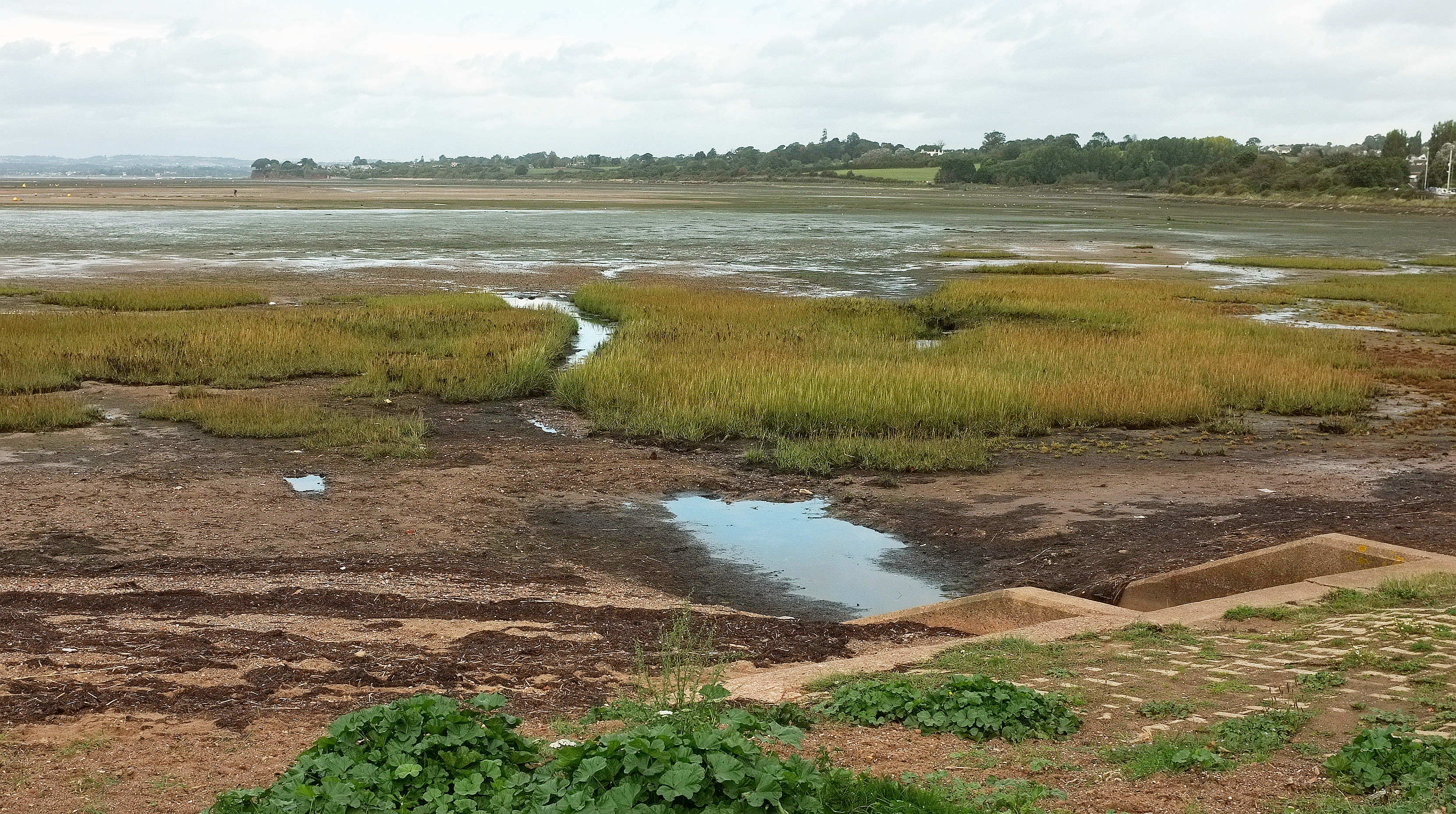
Ästuar und Salzmarsch von Exmouth

Die Sandsteine der braunroten Kliffs zwischen Exmouth und Budleigh Salterton gehören zu den terrestrischen, unter wüstenartigen Klimabedingungen entstandenen Perm-Trias-Sedimenten der Devon's World Heritage Coast (Jurassic Coast). Die am Orcombe Point gut zu sehenden, der Aylesbeare Group zugeordneten Sandsteine gelten als die ältesten Trias-Sedimente. (Neuerdings werden sie allerdings als permisch, also als bereits im Erdaltertum entstanden, datiert.) Schichten der östlich ab Budleigh Salterton folgenden Sherwood Group (Budleigh Salterton Pebble Beds und der Otter Sandstone), wurden in Flussebenen des Erdmittelalters (Mesozoikum) abgelagert.
Auch die westlich der Exe anstehenden Gesteine der Dawlish Sandstone Formation und der Exe-Breccia-Formation sind permisch.
Die Exe mündet bei Exmouth mit einem dem Gezeitenwechsel ausgesetzten Ästuar in den Atlantik. Das Ästuar erstreckt sich landeinwärts bis Topsham. Entstanden ist es beim nacheiszeitlichen Meeresspiegelanstieg, als das Meer ins Tal der Exe eindrang. Es handelt sich also vom Ursprung her um eine „ertrunkene Flussmündung“. Die nehrungsartige Sandbank des Warren Inn ist in ständiger Veränderung begriffen. Sie hat sich in den letzten Jahrzehnten deutlich verkleinert. Die schmalste Stelle an der Inner Bay ist heute nur noch wenige Meter breit, 1903 waren es noch 300 m. Mit einem Durchbruch ist in absehbarer Zeit zu rechnen. Der Flussdurchlass war 1938 etwas mehr als 200 Meter breit, heute sind es über 600 Meter. Man vermutet, dass unter anderem der Bau eines Wellenbrechers beim Langstone Rock die für den Erhalt des Warren wichtige Sandzufuhr gebremst hat. Der erwartete Anstieg des Meeresspiegels könnte dem Warren weiter zusetzten und die von ihm ausgehende Schutzwirkung bei Sturmfluten beeinträchtigen.
Bei dem Naturschutzgebiet The Maer westlich von Orcombe Point ist der Untergrund von flachen Dünen bedeckt. Diese befinden sich knapp 10 m über dem heutigen Strandniveau.

## Geschichte
Zahlreiche steinzeitliche Funde von Werkzeugen aus Flint (Silex) deuten auf die Anwesenheit von Menschen in der Gegend um die Exe-Mündung hin. Um 500 v. Chr. kamen Kelten aus der Bretagne ins Land. Aus der Bronzezeit stammt ein bei den Pole Sands gefundenes Schwert (Replik im Exmouth Museum). Die Präsenz der Römer, die in Exeter ein Granisonshauptquartier hatten, wird durch Münzfunde aus der Zeit Hadrians bezeugt. Der heutige Ortsname Exmouth ist vom keltischen Flussnamen Exe (bretonisch: Isk, lateinisch: Isca, sächsisch: Esc) abgeleitet und bezog sich ursprünglich auf mehrere Siedlungen im Mündungsgebiet der Exe. 
Schon vor der sächsischen Invasion existierten die Siedlungen Littleham and Withycombe, aus denen das Dorf Exmouth hervorging. 1086 zählte laut Domesday Book Littleham 30 Haushalte, Withycombe Raleigh 11 Haushalte, Exmouth 20. Im Jahr 875 überfielen die Wikinger den Ort erstmals, weitere Überfälle gab es nach der Jahrtausendwende. Im Mittelalter stand Exmouth als Hafenplatz im Schatten von Exeter, das den ganzen Warenverkehr im Exe-Ästuar kontrollierte. Nicht unwichtig für die Entwicklung des Ortes war der Fährbetrieb über die Exe-Mündung.
Im 17. Jahrhundert litt Exmouth unter dem Seeräuberwesen, den türkischen Piraten aus Nordafrika, welche die Südwestküste Englands heimsuchten. 1646 zerstörten im Englischen Bürgerkrieg die Parliamentarians (Gegner König Karls I.) das die Exe-Mündung sichernde Fort. 
In der zweiten Hälfte des 18. Jahrhunderts nahm der Ort einen raschen Aufschwung durch den aufblühenden Seebädertourismus wohlhabender Kreise, vor allem des Adels. Exmouth gilt als Devons erstes Seebad. Um die Jahrhundertmitte wurde im Bereich der heutigen Parade ein Schutzdamm geschaffen, der die untere Stadt vor Hochwasser schützte und den Sommergästen als Promenade diente. Um 1770 gab es für sie bereits einen Gesellschaftsraum und einen Bowling Green. 
Schon 1760 wurden in Exmouth Boote gebaut. Mit dem Bau von zwei Werften 1843 begann eine bis ins späte 20. Jahrhundert überdauernde industrielle Schiffbautradition. In der zweiten Hälfte des 19. Jahrhunderts nahm nach der Eröffnung der Eisenbahnlinie Exeter-Exmouth 1861 der Tagestourismus rasch zu, Exmouth war nun nicht mehr ausschließlich Resort der Wohlhabenden. 1868 wurden moderne Dockanlagen geschaffen. Im Gefolge siedelten sich weitere Gewerbebetriebe an. In den folgenden Jahrzehnten war Exmouth ein prosperierende Stadt. Die Bautätigkeit in jener Zeit prägt bis heute das Stadtbild. 1869 wurde das Imperial-Hotel, 1870 der Morton Crescent gebaut. 1869 wurde die schon ab 1841 errichtete Strandmauer an der Sea Front mit einer noch immer existierenden Brüstungsmauer versehen, um die Sandanwehungen zu stoppen. 
Im 19. Jahrhundert arbeiteten viele Frauen als Spitzenklöpplerinnen für die in Honiton ansässigen Unternehmer oder fertigten Strohhüte. Eine weitere Erwerbsquelle war der Lotsendienst auf der Exe. 
Im 20. Jahrhundert hielt sich der Schiffbau in Exmouth bis in die Achtzigerjahre. Für neue, immer größer werdende Schiffe wurde die Durchfahrt zu den Docks zu eng, eine Erweiterung war technisch nicht möglich, auch erwies sich das Mauerwerk der Docks als einsturzgefährdet. So verließ 1990 das letzte Schiff die Docks. Heute befindet sich an ihrer Stelle das Quay Estate, ein Wohnkomplex mit mehr als 300 Häusern und Wohnungen, die sich um einen Jachthafen gruppieren.

## Städtepartnerschaften
- Langerwehe, Deutschland (seit 1985)
- Dinan, Frankreich

## Söhne und Töchter der Stadt
- Percy James Grigg (1890–1964), Politiker; Kriegsminister (1942–1945)
- Pearl Carr (1921–2020), Schauspielerin und Sängerin
- Pauline Collins (* 1940), Theater- und Filmschauspielerin
- John David Hawkins (1940–2023), Hethitologe und Archäologe
- Hugh Davies (1943–2005), Komponist, Improvisationsmusiker und Musikwissenschaftler
- David Carson (* 1948), Regisseur
- Katrina Matthews (* 1991), Duathletin und Triathletin
- William Tidball (* 2000), Radsportler